# Урода
Уро́да или У́рода (бел. Уро́да, У́рада; другие варианты названия — Урада или Заславское) — озеро в Лепельском районе Витебской области Белоруссии. Относится к бассейну реки Дива. Принадлежит к группе Ушачских озёр.

## Гидрография
Озеро Урода находится в 27 км к северо-востоку от города Лепель. Рядом с озером располагается деревня Заславки.
Площадь поверхности водоёма составляет 1,52 км². Длина — 3,4 км, наибольшая ширина — 0,8 км. Длина береговой линии — 8,8 км. Наибольшая глубина — 6,5 м, средняя — 3,9 м. Объём воды в озере — 5,96 млн м³. Площадь водосбора — 9,95 км². Высота над уровнем моря — 130,2 м.
Котловина озера — лощинного типа, вытянутая с севера на юг. Склоны котловины — высотой 2—5 м, местами до 30 м. Береговая линия образует несколько заливов. Берега низкие, пологие, песчаные и глинистые, поросшие кустарником, местами заболоченные.
Зоны мелководья вдоль западного и восточного берегов крутые. Дно плоское, прибрежная часть выстлана заиленным песком, глубокая — глинистым илом. В продольном направлении по дну проходит узкая впадина, являющаяся наиболее глубоким местом. На озере есть два острова общей площадью около 0,7 га.
Минерализация воды достигает 220 мг/л, прозрачность — 1 м. Из Уроды вытекают река Дива и ручей Пракса. В озеро впадает несколько ручьёв, в том числе из озера Остапощково.

## Флора и фауна
Водоём эвтрофный, слабопроточный. Растительность распространяется до глубины 2 м. Ширина полосы прибрежной растительности составляет 10—100 м.
В озере водятся щука, лещ, окунь, плотва, краснопёрка, густера и другие виды рыб, а также встречается угорь.